# 胡景伊

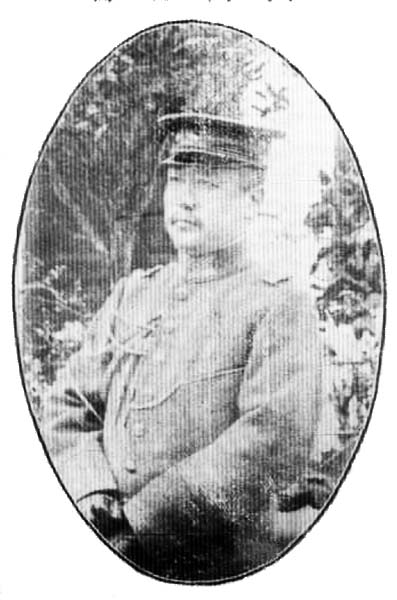

胡景伊（1878年—1950年），字文瀾。四川省重慶府巴县人。川軍將領，四川軍閥的早期主事者之一。

## 生平

### 清末事迹
胡景伊出生在从事製盐業的一般家庭，後從軍。1901年（光緒27年），四川省為了編練新軍，因此需要從外地引進軍事新知的人才。胡景伊在這時候得到四川省官費補助至日本留學，與他同期四川省共派遣過周道剛、徐孝剛、胡景伊、張毅、劉鴻逵、徐海青等人，在民國時代的軍事界仍有一席之地。胡景伊至日本先是進入成城学校進行銜接教育，後考入陸軍士官学校歩兵科。与他同期同學後來在中國軍界較為知名的人包括蔡鍔、蒋方震等。留学期间，他参加了藍天蔚组织的拒俄学生軍、軍国民教育会。
1904年（光緒30年）归国后，他被四川总督錫良任命为四川陸軍武備学堂管堂委員兼教習，训练中下級軍官。1907年（光緒33年），錫良调任雲貴总督，到昆明赴任，胡景伊随同前往。此后胡景伊任雲南新軍督練處参議官、雲南新軍參謀處總辦、雲南陸軍小學堂、雲南陸軍講武堂总办、測繪學堂總辦等職務。1909年（宣統元年），赴任广西巡撫的沈炳堃招聘他，他遂到广西省任新軍協統（当時，广西省的新軍只有1協存在）。

### 掌握四川实权
1911年（宣統3年）秋，广西的革命黨人响应武昌起義使廣西省脫離清朝獨立，胡景伊被推举为广西都督。但胡本人立場並不反清，因此棄職潛逃至上海，得到其血親引薦與熊克武結識，開始與革命黨有所聯繫，在中華民國成立後回到四川居住，被蜀軍聘為顧問協助建軍。後加入親袁世凱的共和黨。
1912年（民国元年）2月，四川省南部，北進的滇軍同川軍（双方均为革命派的軍隊）发生紛争。與滇軍有所認識的胡景伊被四川都督尹昌衡找去協助調停，避免了兩軍衝突。因此之功，胡景伊開始被尹昌衡提拔，擔任川軍陸軍軍團長。同年7月，尹昌衡奉命讨伐藏軍，胡景伊被北京的袁世凱任命为護理四川都督。
尹昌衡出兵後，胡景伊企圖篡奪其職，故派遣胡忠亮至北京向袁世凱輸誠，胡忠亮透過曾經在四川訓練新軍的陳宧與袁世凱達成共識，藉引進北京方面的軍政權勢爭奪四川省的主導權。9月，袁世凱将四川民政長張培爵召還北京，胡景伊兼任民政長。1913年（民国2年）6月，袁世凱正式任命胡景伊为四川都督，尹昌衡改任川边经略使。尹昌衡对此次人事任免不满，愤而辞職。由於胡景伊鬥倒尹昌衡的手段過於粗劣，因此四川省內的革命黨人對其大為不滿，甚至去與尹昌衡接洽試圖推翻胡景伊，在7月3日尹昌衡返回成都時胡景伊一度避居在昭覺寺。但是尹昌衡最終未發動反胡，反而被胡景伊逮捕入獄，直到袁世凱死後才被釋放。同年二次革命爆发，與袁世凯結盟的胡景伊镇压其同僚但是立場為贊成國民黨的熊克武。
1914年（民国3年）6月，胡景伊被北洋将军府任命为成武将軍、督理四川軍務。胡景伊虽然在二次革命後站隊進入亲袁世凯派一系，但他除了有留日的經歷所以了解如何訓練新式陸軍之外，他並非北洋六鎮所屬的軍官，袁世凯與胡景伊的實質關係並不密切，後來袁世凱仍舊派遣了北洋六鎮的軍官替換其職務，試圖排除在地軍事派系。
1915年（民国四年）2月，袁世凱派遣在四川新軍時代曾為胡景伊上司的毅威將軍陳宧率3個旅進入四川省。5月21日兼任四川巡按使，同年6月，陳宧被正式任命为四川督軍，胡景伊则被召还北京。到北京后，胡景伊任毅武将軍兼参政院参政。
以後，他曾几度谋求重新在四川省掌权，不过均告失败。在北京國民政府結束後，胡景伊並未得到南京國民政府派職，故退役返鄉寓居重庆。在重慶國民政府時期曾任第一屆国民参政会四川省参政员之职务，在軍政界無實質影響力。
1950年，他在重慶去世。享年73岁。